# Acanthobrama
Acanthobrama ist eine Gattung von Süßwasserfischen innerhalb der Familie der Karpfenfische (Cyprinidae). Sie kommt in Anatolien, in der Levante, im Einzugsbereich von Euphrat und Tigris und im Iran vor.

## Merkmale
Acanthobrama-Arten werden 10 bis 29 cm lang und haben einen relativ gedrungenen, seitlich nur wenig abgeflachten Körper. Das Maul ist endständig oder unterständig und ohne Barteln. Die Schlundzähne sind in einer Reihe angeordnet. Auf dem unteren Ast des ersten Kiemenbogens befinden sich 7 bis 22 Kiemenrechen. Der letzte unverzweigten Strahl der Rückenflosse ist glatt, verdickt und zum Rumpf hin verknöchert. Dahinter befinden sich 7 bis 9 verzweigten Weichstrahlen. Die Afterflosse ist lang. Die Anzahl ihrer verzweigten Weichstrahlen liegt bei 9 bis 21. Entlang der Seitenlinie befinden sich 49 bis 108 Schuppen. Charakteristisch für die Gattung ist ein von zwei Schuppenreihen gebildeter ventraler Kiel zwischen der Basis der Bauchflossen und dem Anus. Die Schuppen der zwei Reihen können sich mittig berühren oder einen Streifen unbeschuppter Haut frei lassen.

## Arten
Fishbase listet gegenwärtig (November 2017) elf Arten in der Gattung:
- Acanthobrama centisquama Heckel, 1843
- Acanthobrama hadiyahensis Coad, Alkahem & Behnke, 1983
- Acanthobrama lissneri Tortonese, 1952
- Acanthobrama marmid Heckel, 1843
- Acanthobrama microlepis (De Filippi, 1863)
- Acanthobrama orontis Berg, 1949
- Acanthobrama persidis (Coad, 1981)
- Acanthobrama telavivensis Goren, Fishelson & Trewavas, 1973
- Acanthobrama thisbeae Freyhof & Özulug, 2014
- Acanthobrama tricolor Lortet, 1883
- Acanthobrama urmianus (Günther, 1899)